# Tiangong-ruimtestation
Het Tiangong-ruimtestation (Chinees: 中国空间站|t=中國空間站 / Hanyu pinyin: Zhōngguó Kōngjiānzhàn) is een door de Volksrepubliek China gebouwd ruimtestation en het eerste Chinese modulaire langetermijnruimtestation als onderdeel van het Tiangongprogramma. Het station heeft een omvang die vergelijkbaar is met het voormalige Russische Mir.

## Historie
In 2011 werd bekend dat het toekomstige ruimtestation van 2020 tot 2022 zou worden geassembleerd. Voorafgaand aan de bouw van dit station werden twee kleinere kortetermijnstations gelanceerd om ervaring op te doen voor de bouw van een groter station. Deze twee stations, de Tiangong 1, Tiangong 2 bestonden elk uit één module.
De onderdelen voor het Tiangong-ruimtestation werden tussen 2021 en 2022 met drie Lange Mars 5B-raketten gelanceerd en in de ruimte aan elkaar gekoppeld. De ontwikkeling van de Lange Mars 5B-raket in 2020, die zware vrachten als ruimtestationmodules in een lage baan om de aarde kan brengen, vormde een essentiële stap voor de bouw van het station.  Met het modulaire ontwerp kan het Tiangong-ruimtestation verder worden uitgebreid tot zes modules.
Het station is ontworpen op een levensduur van 10 jaar, die verlengd kan worden tot 15 jaar.

## Modules
Tiangong is opgebouwd uit drie aan elkaar gekoppelde modules in een T-vorm: de kernmodule Tianhe en de twee laboratoriummodules Wentian en Mengtian.
- Tianhe ('hemelse harmonie'), de Core Cabin Module (CCM) - is gebaseerd op het Tiangong-3-"ruimtestation" en vergelijkbaar met de centrale Mir-module. De 18,1 meter lange kernmodule, met een maximale diameter van 4,2 meter en een lanceergewicht van 20 tot 22 ton, werd op 29 april 2021 met een Lange Mars 5B-raket gelanceerd. De module zal zorg dragen voor elektriciteit en aandrijving van het ruimtestation en biedt ruimte aan drie astronauten.[5][6][7].

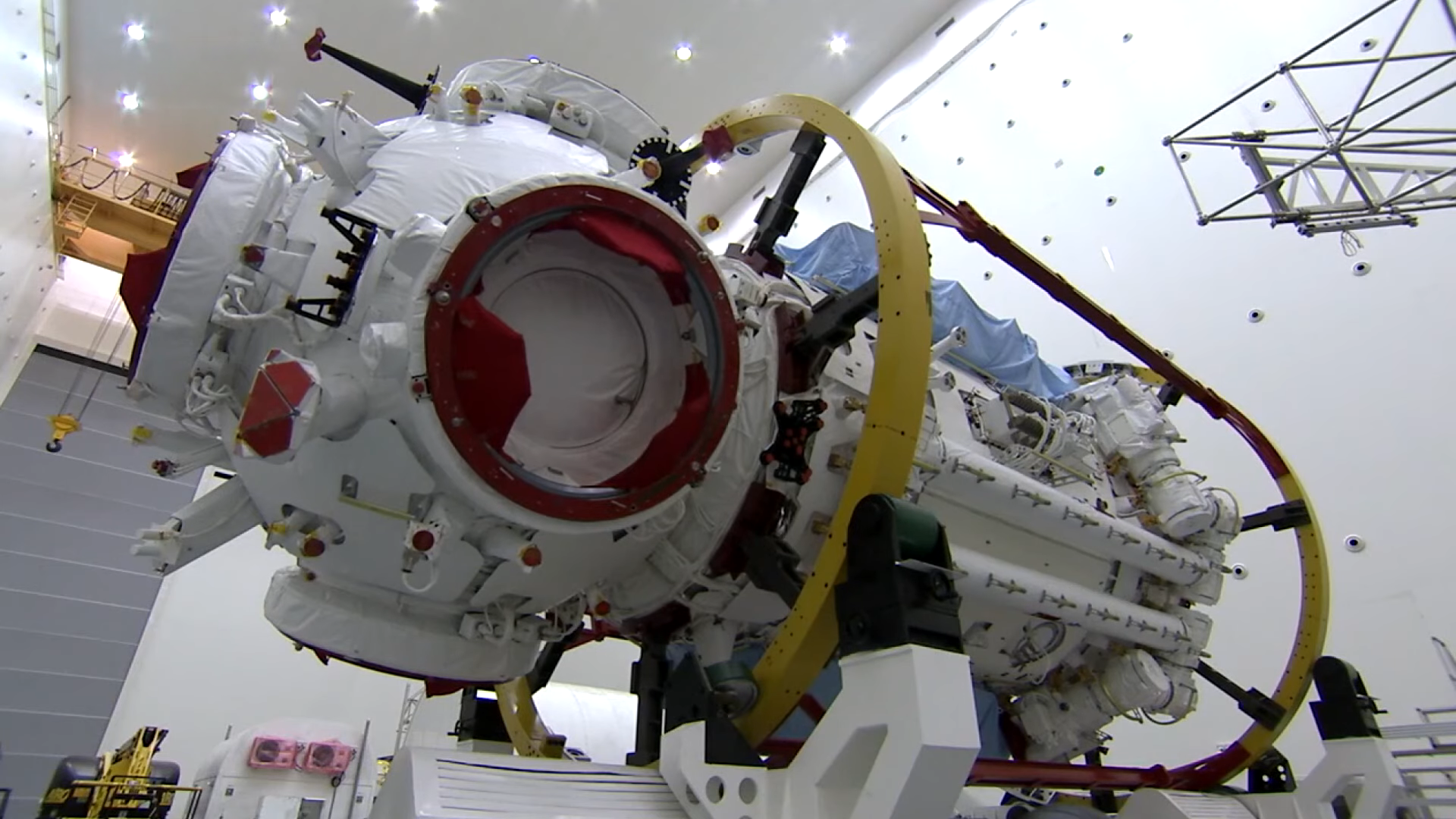
Tianhe module in een clean room op de lanceerbasis Wenchang, Hainan.

- Wentian, de Laboratoriumcabine Module I (LCM-1) en Mengtian, Laboratoriumcabine Module II (LCM-2) - gebaseerd op Tiangong-2-ruimtelaboratorium. Elke laboratoriummodule is 14,4 meter lang, met dezelfde maximale diameter en hetzelfde lanceergewicht van de kernmodule. Op 24 juli 2022 om 06:22 UTC werd de Wentian-module gelanceerd met een Lange Mars (LM-5B)-draagraket vanaf de lanceerbasis Wenchang.[8][9] Wentian koppelde nog diezelfde dag om 19:13 UTC aan bij de Tianhe-module.[10]
- Mengtian werd op 31 oktober 2022 gelanceerd en arriveerde 13 uur later bij het ruimtestation. De basisconstructie van het Chinese ruimtestation werd op 3 november 2022 voltooid na de verplaatsing van de Mengtian-module naar zijn permanente dockingpoort.[11][12]

## Onderdelen
Naast deze modules beschikt het station ook over een drietal robotarmen. De grootste hiervan is de "Chinarm", beide laboratoriummodules beschikken elk over een kleinere robotarm.

## Bemande vluchten
De bemanning voor het station wordt gelanceerd vanaf de lanceerbasis Jiuquan in het noorden van China met het Shenzhou-ruimtevaartuig dat door een Lange Mars 2F in een baan om de Aarde wordt gebracht.
Op 29 november 2022 waren er voor het eerst in de geschiedenis zes Chinese taikonauten gelijktijdig in een baan om de aarde. Drie taikonauten werden op 29 november 2022 gelanceerd aan boord van het Shenzhou 15-ruimtevaartuig dat 6,5 uur later aanmeerde bij het Tiangong-ruimtestation. De bemanning van Shenzhou 14 was al sinds 5 juni 2022 in het ruimtestation aanwezig, eerst in de Tianhe-kernmodule en later in het Tiangong-ruimtestation na de koppeling van de Wentian- en Mengtian-module.

## Onderzoek
De belangrijkste werkzaamheden die worden uitgevoerd in Tiangong-station hebben betrekking op onderzoek naar leven in de ruimte, onder andere over de groei en ontwikkeling van verschillende soorten planten, dieren en micro-organismen. Vanaf 2022 staan meer dan 1000 experimenten gepland voor een periode van 10 jaar. China heeft ander landen uitgenodigd om samen te werken aan experimenten in het ruimtestation.
Aan boord zijn meer dan 20 mini-laboratoria uitgerust met centrifuges, koude kamers die temperaturen bereiken tot -80 °C, een hoge-temperatuuroven, meerdere lasers en een optische atoomklok. Drie instrumenten aan de buitenkant van het station zullen helpen om de effecten van kosmische straling op planten en micro-organismen te bestuderen.

## Bevoorrading
De bevoorrading van het ruimtestation wordt uitgevoerd met de onbemande Tianzhou ('hemels voertuig') die wordt gelanceerd door een Lange Mars 7 vanaf de lanceerbasis Wenchang in het zuiden van China. Het ruimtevaartuig is gebaseerd op Tiangong-1 met een diameter van 3,35 meter en een lanceergewicht van minder dan 13 ton. Er zijn drie varianten van het vaartuig: een met een drukcabine, een met een open ruim en een variant met een combinatie van beide.